# Shërbimi Informativ Shtetëror
Lo Shërbimi Informativ Shtetëror (SHISH, in italiano Servizio d'informazione statale) è l'agenzia di intelligence delegata alla sicurezza interna della Repubblica d'Albania, con compiti di informazione, sicurezza e controspionaggio.

## Storia
Il servizio fu fondato come SHIK (acronimo di Shërbimi Informativ Kombëtar, ovvero Servizio d'informazione nazionale) nel 1991, essenzialmente con compiti di monitoraggio della dissidenza interna. I vertici furono azzerati il 1º aprile 1997 per decisione del premier Bashkim Fino, che destituì il direttore Bashkim Gazidede e il suo vice Bujar Rama. Il 30 maggio fu nominato direttore Arben Karkini, poi sostituito a luglio da Fatos Klosi (dopo che il Partito Socialista d'Albania vinse le elezioni parlamentari). Nell'ottobre successivo gli USA inviarono in Albania un team della CIA per collaborare alla ristrutturazione dell'ente, che nel novembre 1999 cambiò nome in SHISH.

## Funzioni
Lo SHISH si occupa di spionaggio e controspionaggio sul territorio albanese e all'estero, allo scopo di garantire la sicurezza nazionale, proteggere l'ordine costituzionale, combattere il crimine organizzato, i traffici illegali e il terrorismo.

## Direzione
L'ente è posto sotto la responsabilità del primo ministro: la nomina e la revoca del direttore spetta al Presidente della Repubblica, su indirizzo del Primo ministro.